# Вигнанув (гміна Славно)
Вигнанув (пол. Wygnanów) — село в Польщі, у гміні Славно Опочинського повіту Лодзинського воєводства.
Населення — 260 осіб (2011).
У 1975-1998 роках село належало до Пйотрковського воєводства.

## Демографія
Демографічна структура станом на 31 березня 2011 року:
|          | Загалом | Допрацездатний вік | Працездатний вік | Постпрацездатний вік |
| -------- | ------- | ------------------ | ---------------- | -------------------- |
| Чоловіки | 122     | 31                 | 77               | 14                   |
| Жінки    | 138     | 31                 | 74               | 33                   |
| Разом    | 260     | 62                 | 151              | 47                   |